# Martí Borràs i Jover
Martí Borràs i Jover (Igualada, Anoia 23 de febrer de 1845 - Barcelona, 9 de maig de 1894) fou un dirigent anarcosindicalista català, avi d'Antònia Fontanillas Borràs.

## Biografia
El seu pare era un teixidor de cotó. Degut a la crisi del cotó a Igualada, de jovenet emigrà a Gràcia, on va militar en el moviment anarquista. El 19 d'octubre de 1869 es va casar amb la també militant anarquista Francesca Saperas i Miró, amb la que va tenir uns 10 fills. El 1871 fou elegit membre del Comitè Local de Barcelona de la Federació Regional Espanyola de l'Associació Internacional dels Treballadors (FRE-AIT). El 29 de març de 1871 fou un dels que publicà a La Federación la Protesta de la Asociación Internacional de los Trebajadores. Federación barcelonesa on reclamen que tot canvi social havia de ser pacífic i amb consentiment del poble. Des del 22 de setembre de 1872 fou secretari de la Comarca de l'Est de la Unió de Constructors de Calçat de la Regió Espanyola i constituí la seu a casa seva, que d'aleshores ençà serà lloc de refugi d'anarquistes. Arran d'una entrevista que va tenir amb Errico Malatesta en 1875 va evolucionar del col·lectivisme a l'anarcocomunisme, i va mantenir polèmiques amb Federico Urales i Soledad Gustavo.
Del 23 al 25 de setembre de 1881 participà en l'assemblea fundacional de la Federació de Treballadors de la Regió Espanyola al teatre Circ de Barcelona, i el 1886 esdevé director de Tierra y Libertad i La Justicia Humana. Simultàniament creà la Biblioteca Anarcocomunista, on traduí del francès i publicà El Salariado, de Piotr Kropotkin, La sociedad al día siguiente de la Revolución i Autoridad y organización, de Jean Grave i Proceso de los anarquistas de Chicago. En 1889 va participar en l'organització d'un míting a la plaça de Catalunya de Barcelona que no es va dur a terme perquè la policia va detenir als organitzadors.
La policia el va implicar en l'intent d'assassinat d'Arsenio Martínez-Campos Antón a la Gran Via de Barcelona per Paulí Pallàs i Latorre el 24 de setembre de 1893. Detingut el 25 de setembre, fou tancat durant 21 dies al castell de Montjuïc, on el deixaren incomunicat. El 15 d'octubre de 1893 va ser ingressat a la presó de Barcelona. Tot i que es demostrà que Pallàs va actuar sol, la policia continuà interrogant-lo. Malalt i sord, es desesperà i va suïcidar-se ingerint una capsa de mistos el 9 de maig de 1894 a la cel·la de la presó després d'acomiadar-se de la seva dona per carta.

## Obres
- Un grano de arena (peça de teatre inèdita)